# كولوديون

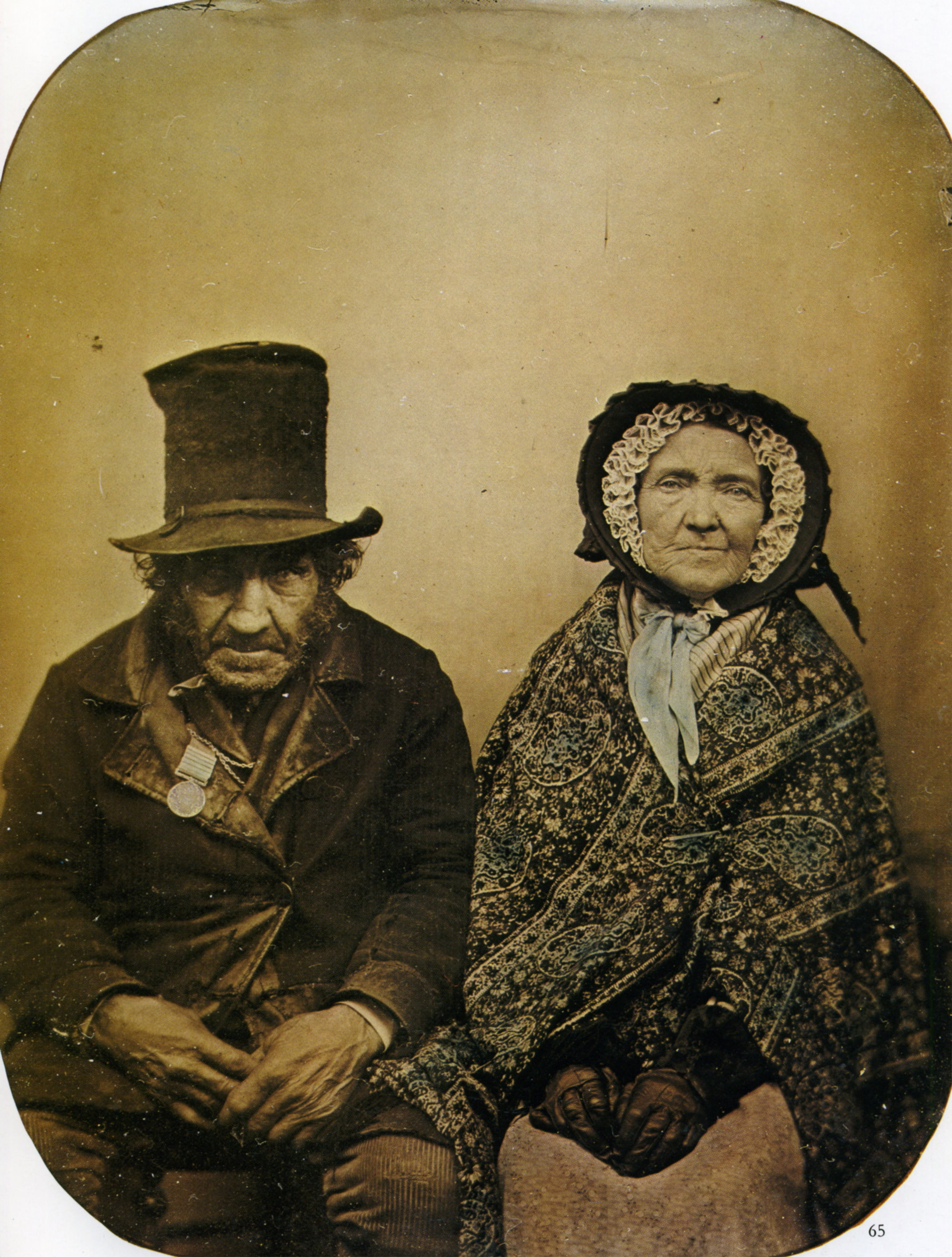

الكولوديون (بالإنجليزية: Collodion)‏ هو محلول حلو المذاق قابل للاشتعال يتكون من النيترو سليلوز (أو قطن البارود) في إثير أو كحول.
يوجد منه نوعان رئيسيان: المرن وغير المرن. عادةً ما يُستخدم النوع المرن في الغيارات الجراحية لتثبيت الغيار في مكانه، عند الرسم على الجسم، يجف الكولديون بسرعة مكونًا طبقة من السليولوز. ولأنه في الأصل عديم اللون فلونه لا يتغير مع مرور الوقت، يستخدم الكولديون غير المرن في المكياج المسرحي.

## التاريخ
اكتشف لويس نيكولاس مينارد وفلوريس دومونتي في 1846 أنه يمكن إذابة نترات السليلوز في الإيثر. لقد ابتكروا خليطًا من الإيثر (إيثوكسيثين) كمذيب والإيثانول كمخفف يحول نترات السليلوز إلى سائل جيلاتيني صافٍ. استخدم الكولوديون لأول مرة طبيًا كضمادة في عام 1847 من قبل طبيب بوسطن جون باركر ماينارد. أطلق على المحلول اسم «كولوديون» (من اليونانية κολλώδης (kollodis)، والتي تعني لاصق) من قبل الدكتور أ. غولد من بوسطن، ماساتشوستس.

## الاستخدام الطبي
- تتكون العديد من مستحضرات إزالة الثآليل من حمض الأسيتيك وحمض الساليسيليك في قاعدة كولوديون الأسيتون المستخدمة في علاج الثآليل عن طريق تحلل القرنية.
- يستخدم محلول النيتروسليلوز (البيروكسيلين) أيضًا في منتجات الضمادات السائلة.
- عادةً ما يتم توصيل أقطاب تخطيط كهربية الدماغ بفروة رأس المريض باستخدام كولوديون صلب للعلاج طويل الأمد.